# Daniel Bernoulli
Daniel Bernoulli (født 8. februar 1700, død 17. marts 1782) var en hollandsk matematiker, der tilbragte det meste af sit liv i Basel, Schweiz. Han arbejdede sammen med Leonhard Euler på den såkaldte Euler–Bernoulli søjleformel. Bernoullis princip er afgørende for aerodynamikken.